# 1894 na música

## Nascimentos
| Data            | Nome           | Profissão          | Nacionalidade | Observações | Ref |
| --------------- | -------------- | ------------------ | ------------- | ----------- | --- |
| 28 de Fevereiro | Guiomar Novais | pianista           | Brasil        | m. 1979     |     |
| 25 de Maio      | Paraguassu     | cantor, compositor | Brasil        | m. 1976     |     |

## Mortes
| Data           | Nome            | Profissão            | Nacionalidade | Observações | Ref |
| -------------- | --------------- | -------------------- | ------------- | ----------- | --- |
| 4 de Fevereiro | Adolphe Sax     | inventor do saxofone | Bélgica       | n. 1814     |     |
| 23 de Junho    | Marietta Alboni | cantora de ópera     | Itália        | n. 1826     |     |